# Juan Pablo Terra
Juan Pablo Terra Gallinal (Montevideo, 3 de septiembre de 1924 - Montevideo, 13 de septiembre de 1991) fue un arquitecto y político uruguayo, perteneciente al Partido Demócrata Cristiano del Uruguay.

## Familia
Hijo del también arquitecto Horacio Terra Arocena (medio-sobrino del presidente Gabriel Terra) y de Margarita Gallinal Carabajal, sobrina del doctor Alejandro Gallinal. E
Casado con María del Carmen Ortiz, con quien tiene ocho hijos. Tanto por parentesco como por afinidad estuvo vinculado en mayor o menor medida a numerosas familias acaudaladas que han tenido una influencia importante con la política uruguaya toda su historia, como los Terra, Arocena, Gallinal, Artagaveytia, Heber, Bordaberry, Urioste, etc.
Algunos de sus hermanos también incursionaron en política: Francisco en el Partido Colorado, y Horacio en el Partido Nacional (hacia el final de la dictadura cívico-militar presidió la Comisión de Derechos Humanos que formuló numerosas denuncias). E
P

## Carrera
Graduado como arquitecto en la Universidad de la República en 1950, ejerce la docencia como profesor de Sociología y Metodología de la Investigación en la Facultad de Arquitectura desde 1958 a 1987 (renuncia al cargo durante la intervención de la universidad por la dictadura). Integra el Consejo Directivo de la Facultad de Arquitectura y el primer Consejo Directivo de la Facultad de Ciencias Sociales de la Universidad de la República.
Discípulo del sacerdote dominico francés Louis-Joseph Lebret (fundador e impulsor del movimiento Economía y Humanismo).
Como arquitecto, destaca su diseño de la Iglesia de San Carlos Borromeo y Nuestra Señora de la Asunción, en el barrio del Prado, Montevideo.
Desarrolló una carrera profesional como sociólogo. Cofundador de los Equipos del Bien Común en 1947, en cuyo marco se dedica al diseño y dirección de investigaciones sociales por encuesta sobre niveles de vida en Pueblo Rodríguez (1949), La Teja (1951), Artigas (1953) y Montevideo (1955).
Fue uno de los fundadores del Centro Latinoamericano de Economía Humana (CLAEH), presidiéndolo hasta 1972. Director de los Cuadernos de Economía Humana y coordinador de múltiples investigaciones sobre el ámbito rural, la vivienda, la distribución del ingreso, las clases sociales y la integración latinoamericana, entre las que se destaca Situación económica y social del Uruguay rural, finalizada en 1963. Dicho trabajo ha sido, durante mucho tiempo, la principal referencia para el conocimiento de la estructura rural del Uruguay.
Electo diputado para el periodo 1967-1972, tuvo una destacada actuación en materia de políticas de vivienda; en efecto, fue el miembro informante y principal redactor de la Ley N.º 13.728 (Plan Nacional de Vivienda).
Promovió la fundación del Frente Amplio en 1971, del cual fue Senador hasta el Golpe de Estado del 27 de junio de 1973; en el momento de la ruptura institucional acababa de presentar un proyecto de ley que promovía la creación del Ministerio de Vivienda y Urbanismo y otro que formulaba el marco del ordenamiento territorial del país, denominado "Ley de pueblos y ciudades". Meses después decide separarse del Frente Amplio, al que nunca más retornaría. Durante la dictadura elige permanecer en el país y conduce el Partido Demócrata Cristiano, presidiendo la Junta Nacional en la clandestinidad.
A nivel internacional participó durante toda su actuación política de las actividades de la Internacional Demócrata Cristiana, habiendo sido Vicepresidente de la misma. Fue consultor de diversos organismos como la Comisión de Inversiones y Desarrollo Económico (CIDE), la Comisión Económica para América Latina (CEPAL), las Naciones Unidas y UNICEF. Sus trabajos versaron sobre la problemática de la vivienda, el hábitat, la educación y el empleo, el cooperativismo, la juventud, la infancia y las políticas sociales.
Causó polémica su decisión de apoyar la Ley de Caducidad y el voto amarillo en el plebiscito de abril de 1989.
En las elecciones de 1989 volvió a postularse al Senado, esta vez el Partido Demócrata Cristiano acompañaba al Nuevo Espacio, con Hugo Batalla como candidato a la presidencia; no resultó elegido. 
Fallece poco después, el 13 de septiembre de 1991 en la ciudad de Montevideo, a los 67 años. Desde el 10 de septiembre de 2019, el Palacio Legislativo posee una sala de reuniones con su nombre, ubicada en el Edificio Anexo, a modo de homenaje a su trayectoria. La misma contiene un retrato del arquitecto en su interior, donado por el Instituto Humanista Cristiano “Juan Pablo Terra” al Parlamento en el año 2018.

## Obras
- La vivienda, Colección Nuestra Tierra N°38, Montevideo, 1969.
- Mística, desarrollo, y revolución, Montevideo, Ediciones del Nuevo Mundo, 1969.
- Del pachequismo al Frente Amplio, Montevideo, Ediciones del Nuevo Mundo, 1971.
- Distribución social del ingreso en Uruguay: estratos de ingresos, categorías socio-profesionales y clases sociales alrededor de 1960, Serie Investigaciones N°31, Montevideo, Centro Latinoamericano de Economía Humana, CLAEH, 1983.
- El proceso de la vivienda de 1963 a 1980 (con Juan E. Camou), Serie Investigaciones N°33, Montevideo, Centro Latinoamericano de Economía Humana, 1983.
- Proceso y significado del cooperativismo uruguayo, Montevideo, Arca/Ediciones de la Banda Oriental, 1986.
- La infancia en el Uruguay (1973-1984): efectos sociales de la recesión y las políticas de ajuste (con Mabel Hopenhaym), Montevideo, Centro Latinoamericano de Economía Humana/United Nations Children's Fund/Ediciones de la Banda Oriental, 1986.
- Políticas sociales en el Uruguay 1975-1984, primera etapa: la reproducción biológica y social, Santiago de Chile, CEPAL, 1987.
- La conversión de un gigante: la crisis de la URSS y su impacto en la izquierda latinoamericana, Volumen 42 de Temas del siglo XX, Montevideo, Ediciones de la Banda Oriental, 1990.